# Djemba Djeis Isumo
 (février 2024).
Djemba Djeis Isumo est un auteur congolais de bande dessinée, né le 1er janvier 1960 en République démocratique du Congo.